# August Horn (Komponist)
August Horn (* 1. September 1825 in Freiberg; † 23. März 1893 in Leipzig) war ein deutscher Komponist.
Horn war Schüler des Leipziger Konservatoriums, lebte in Leipzig und ist durch Arrangements klassischer Werke bekannt geworden. Unter seinen eignen Kompositionen haben eine Operette: „Die Nachbarn“, Männerchöre (von denen ein Doppelchor mit einem Preis ausgezeichnet wurde) und zahlreiche einstimmige Lieder Beifall gefunden.

## Werke
- Komische Oper „Die Nachbarn“
- 2 Duetten. Gedichte von A. Böttger, für Sopran und Alt (oder Mezzosopran.) Du ruhest unter dem Lindenbaum. Es blickt der Frühlingsmond.
- Wer ist ein König? Gedicht von A. Böttger, für 2 Männerchöre (achtstimmig) op. 3
- 3 Lieder op. 8 (Liebesahnung. Ewige Liebe. Taubenpost.)
- 4 Lieder op. 9 (Abendlied. Reue. Vergissmeinnicht. Am Himmel zittert Stern an Stern.)
- 3 zweistimmige Lieder mit Pfte. op. 10 (Vöglein in den sonn’gen Tagen Lindes Rauschen. Morgenlied.)
- Concert Ouverture für großes Orchester. Op. 12
- 3 Lieder für B. op. 13 (Wanderlied. Der kleine Savoyard. Die Mühle.)
- Scherzo symphonique op. 14
- Du wunderschönes Kind. Gedicht von Sternau, für T. op. 17
- Op. 18. 4 Männerchöre. No. 1, Tafellied. 10 No. 2, Reiterlied. No. 3, In der Kneipe Zum stillen Vergnügen. No. 4, Vom Gebirge.
- „Es weht durch die blühenden Bäume“, für T. m. Pfte und Vcello (ad lib.). op. 21
- Fant. sur Adio la Patria, Melod. roumaine p. Ph. Georgesco op. 33
- Phantasie über R. Schumann’s Paradies und Peri für das Pianoforte op. 34
- Fantasie über Rob. Schumann’s Faust
- Leipziger Carnevals-Marsch 1876 für Pfte. op. 42
- „Des Sängers Welt“ für Männerchor mit Begleitung von 5 Blechbläsern (ad libitum) op. 44
- Op. 54. Mein Kamerad und ich: „Nun vorwärts marsch im Morgenroth“. Heiterer Männerchor
- Op. 58. Auerbach’s Keller: „Wie zecht es sich fürwahr so gut“ für Männerchor.
- Op. 60. Jubelmarsch zur 800-jährigen Wettin-Jubelfeier
- Op. 61. Drei Kinderlieder für 1 Singstimme mit Pfte. (No. 1. Die Schwälbchen: „Wir zieh’n so weit der Himmel blau“. No. 2. Der Frühlingsbote: „Kennst du das liebe Vögelein“. No. 3. Das Graspferdchen: „Bin ein lust’ger Springinsfeld“.)